# Pseudolotelus ogasawarensis
Pseudolotelus ogasawarensis là một loài bọ cánh cứng trong họ Aderidae. Loài này được Nakane miêu tả khoa học năm 1991.